# 日语
日語，又稱日本語（日语：／ Nihongo／ Nippongo，日語發音：[ɲihoŋɡo] ⓘ或[ɲippoŋɡo]）、大和言葉（日语：／ yamatokotoba），屬日本-琉球語系，是日本大和民族使用的語言，也是大和民族的民族语言。日本國并未以憲法或法律明確規定日語為官方語言，但各种法令都规定需使用日语，在学校教育中作为国语教授的也是日语。日語是日本通用語及事實上的官方語言。
沒有精確的日語使用人口的統計，如果計算日本人口以及居住在日本以外的日本人、日僑和日裔，日語使用者應超過一億三千萬人。幾乎所有在日本出生長大的日本國國民都以日語為母語。此外，對於失聰者，有對應日語文法及音韻系統的日本手語存在。
在日语语法学界，如果无特别说明，「日語」（日語：日本語）这个詞彙，一般是指以江戶山手地區（今東京中心一帶）的中等階層方言為基礎的日语現代標準語，有時也稱作「共通語」（日語：共通語）。

## 特徵
日語在音韻方面，除了促音和撥音外，開音節（以元音结束的音节）語言的特徵強烈。此外包括標準發音在內的眾多方言都具有音拍（mora）。在重音方面，屬於音高重音（pitch accent，或謂非重音語言）。自古流傳至今的和語具有以下特徵：
1. 不以假名作為詞語的開頭［因此在日語接龍遊戲中很少見到開頭的詞語。「（輕鬆）」、「（喇叭）」、「（蘋果）」等都不是和語］。
2. 不以濁音作為詞語的開頭［「（擁抱）」、「（哪個）」、「（場合）」、「（薔薇、玫瑰）」等詞語上古日语皆无，乃是後世日语發生的變化］。
3. 同一詞根内沒有連續元音［「（藍色）」、「（貝殼）」在古代的發音是「 /awo̞/」、「 /käpi/」］。

（参看「书写系统」一节和「音韻」一节）
在語序方面，句子主要由主語、賓語、謂語的順序構成，且是具代表性的話題優先語言之一。修飾語位於被修飾語之前。另外日語在表現名詞的格時，并不是通過改變語序或語尾，而是通過在詞后加具有語法功能的機能語（助詞）來表現。因此在語言類型學上，日語屬於主賓謂結構；在形態學上，日語屬於黏著語（参看语法一节）。
在词汇方面，除了自古傳下來的和语词外，還有中國傳入的汉语词。自近代之後，以西方語言為中心各國傳入的外來語的比例也逐漸增加。（参看词汇的种类一节）
在對人表現上，日語顯得極富變化；不單有口語和書面語的區別，還有普通和鄭重、男與女、老與少等的區別。日語擁有在語法和詞彙上均很發達的敬語體系，以表達叙述人物之間微妙的關係。（参看敬语一节）
日語也有多樣的方言系統，特別是在琉球群島，方言之間有著很大的差異（参看「方言」一节）。直到近世（江户时代）中期，京都作為日本的政治和文化中心，京都方言都有著標準語的地位。在近世後期，德川幕府统治日本後，江戶方言的地位上升，最后以東京山之手的中產以上階層的山之手方言為基礎，形成新的標準語，亦即明治之後的現代日語。
日語的書寫系統和其他語言相比較為複雜。漢字（含和製漢字。有音讀及訓讀等多種讀法）和平假名、片假名是主要使用的文字，稱為漢字假名混寫文，大多數時候都同時使用這三種文字來表記。此外也时常使用拉丁字母（日語羅馬字）和希腊字母（主要用於醫學和科學用語）。此外，日語還同時通用橫向和縱向兩種方向來書寫。
在音韵上，日語音节基本上都是由「輔音＋元音」构成，元音只有五種，音节构造简单，同時也有直音和拗音的對立、「一音節兩音拍」現象的存在、無声化元音、隨著复合詞彙的形成使得高音位置也隨之變化等特點。

## 历史

### 史前时期
原始日语，即日语和琉球语的共同祖先，据信是在公元前4世纪初至中期（弥生时代）由来自朝鲜半岛的定居者带到日本的，取代了原始绳文居民的语言，包括现代阿伊努语的祖先。由于当时尚未从中国引入文字，因此没有直接的证据，关于这一时期的任何推论都必须基于中古日语的内部重建，或与琉球语和日本方言的比较。

### 上古日语

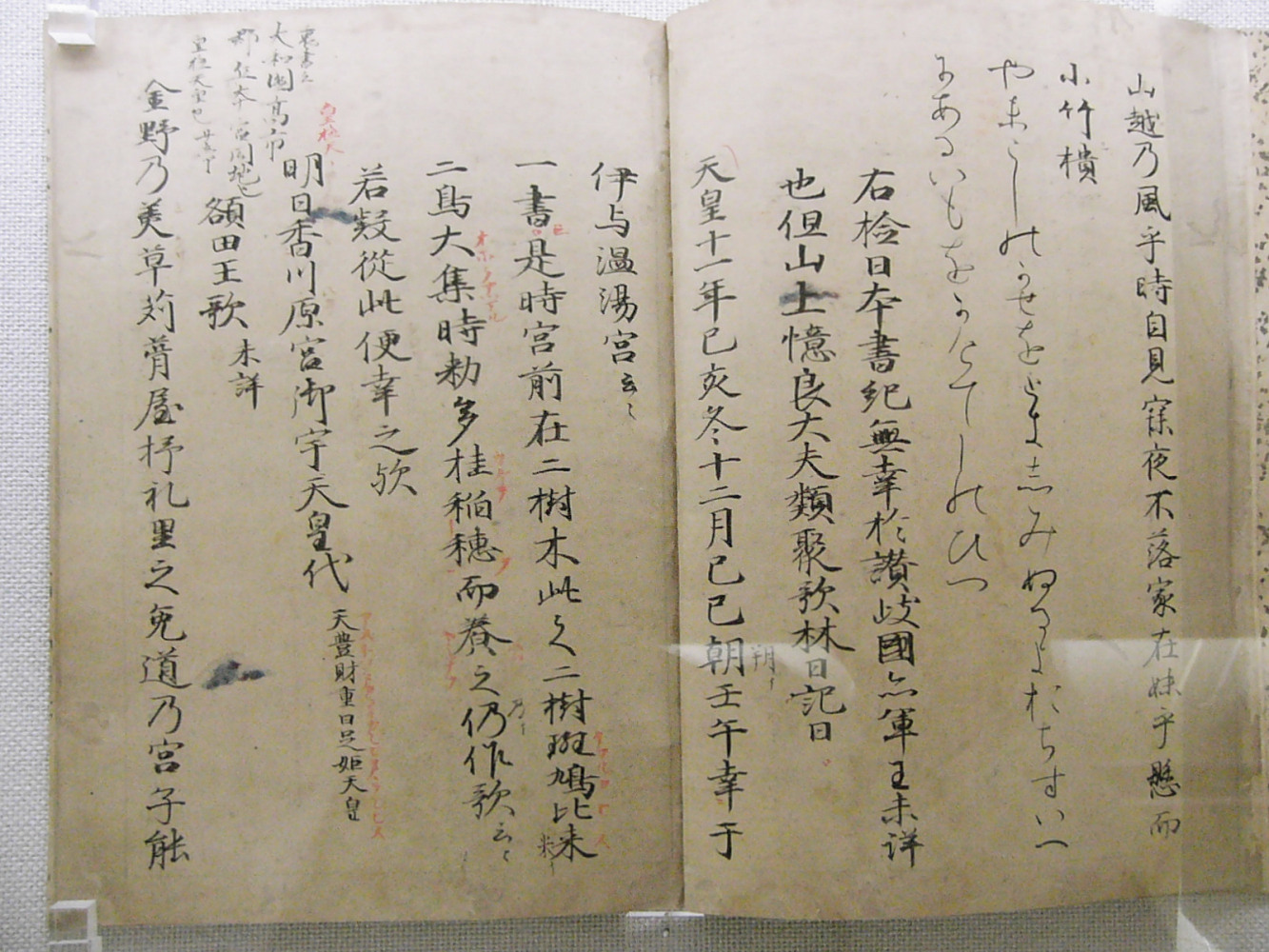
最古老的日本古典诗歌选集《万叶集》的一页

汉字书写系统大约在五世纪初与佛教一起从百济传入日本。最早的文本是用汉语文言文书写的，虽然其中一些可能是用汉文训读方法以日语阅读的，并受日语语法的影响，如日语的词序。最早的文本《古事记》可以追溯到八世纪初，它完全以汉字书写，这些汉字在不同情况下用于表示汉文、汉文训读和古日语。像这一时期的其他文本一样，古日语部分是用万叶假名书写的，万叶假名既利用汉字的音义也利用其语义值。
根据万叶假名系统，古日语可以重建为拥有88个不同音节的语言。用万叶假名书写的文本中，每个现今读作 (ki)、 (hi)、 (mi)、 (ke)、 (he)、 (me)、 (ko)、 (so)、 (to)、 (no)、 (mo)、 (yo) 和  (ro) 的音节各使用两套不同的汉字。（《古事记》有88个音节，但所有后来的文本都有87个音节。显然，在《古事记》成书后不久，mo1和mo2之间的区别就消失了。）这些音节在中古日语早期减少到67个，虽然通过汉语的影响也有一些音节被添加。万叶假名还为/je/音提供了一个符号，在该时期结束前与/e/音合并。
古日语的一些语法元素在现代语言中仍有残留。

### 中古日語

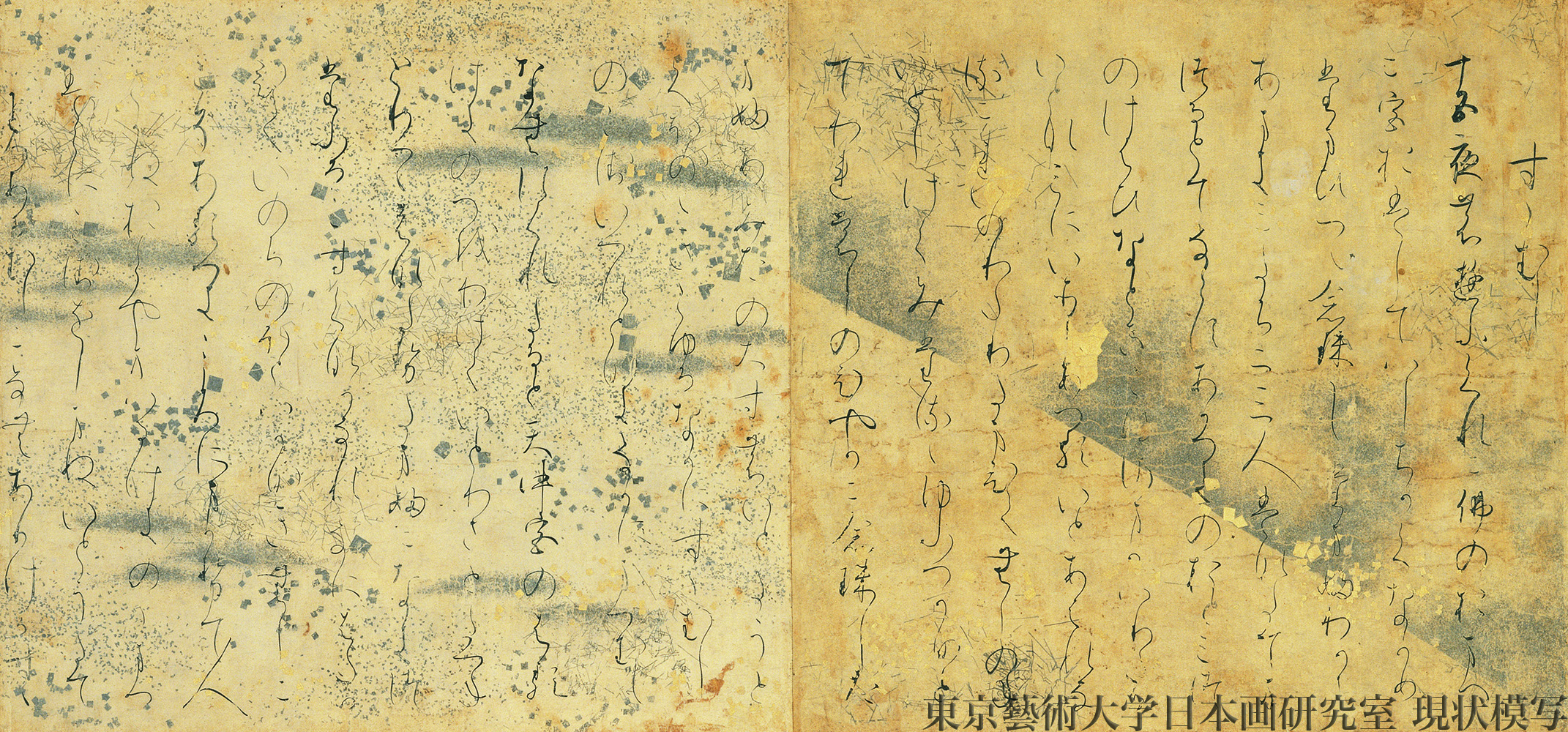
11世纪的《源氏物语》绘卷，存于12世纪

中古日语是指平安时代（794年—1185年）的日语。这一时期的日语构成了古典日语文学语言的基础，并一直被广泛使用到20世纪初。
在这一时期，日语经历了许多语音上的变化，其中许多是由于大量的汉语借词涌入所引发的。这些变化包括：辅音和元音的音长区分、腭化辅音（如）、唇音辅音群（如）以及闭音节的引入。这些变化使得日语转变成一种音拍等时的语言。

### 中世日語
中世日語是指1185年—1600年的日语，通常分为两个阶段，分别大致对应镰仓时代和室町时代。中世日語的后期形式是由外国人记录的，这些来源包括耶稣会和方济会的传教士；因此，对晚期中古日语语音的记录比前期形式更为详尽，例如《日本大文典》（Arte da Lingoa de Iapam）。在此期间，发生了一些显著的音变，比如音节序列/au/合并为/ɔː/（区别于/oː/）；汉语中的/p/音重新引入；/we/与/je/合并。一些更接近现代日语的形式开始出现。例如，动词的连用形结尾开始缩减到动词本身上（例如，将早期的简化为）；形容词末尾的 -k- 音逐渐消失（例如，将早期的  简化为 ）；而在某些情况下，现代标准日语保留了早期的形式（例如，从“hayaku”演变为“hayau”再到“hayɔɔ”，而现代日语只保留了“hayaku”，但在标准问候语（意为“早上好”）中，保留了较晚期的形式；类似的变化也见于（意为“恭喜”），来源于）。
晚期中古日语时期首次出现了来自欧洲语言的借词——在这个时期借入的现在已经常见的日语词汇包括（pan，意为“面包”）和（tabako，意为“烟草”，现意为“香烟”），这两个词都源自葡萄牙语。

### 现代日语
现代日语的开端通常被认为始于江户时代（1603年—1867年）。在上古日语时期，事实上的标准日语是关西方言，尤其是京都的方言。然而，在江户时代，江户（现为东京）发展成为日本最大的城市，并且江户地区的方言逐渐成为标准日语。自1853年日本锁国结束后，来自欧洲语言的借词数量显著增加。自1945年以来，日语中借入了许多来自其他语言的词汇，比如德语、葡萄牙语和英语。
特别是许多与科技相关的英语借词大量涌入日语。例如，（pasokon，缩写自“personal computer”），（intānetto，自），以及 (kamera，自)。由于大量英语借词的涌入，现代日语中发展出了一些音韵上的区别，例如[tɕi]和[ti]，以及[dʑi]和[di]，其中后者仅在借词中出现。

## 分布
日語的使用範圍主要是在日本。雖然日語使用人數缺乏調查，但一般按照日本人口計算。
日本在法令上沒有直接規定日語為官方語言或國家語言，但《裁判所法》（法院法）第74條規定：「在法院，使用日語。」《文字・活字文化振興法》中將「日語」與「國語」同等看待（第三條第二款：「要振興文字及活字文化，必須充分的體認到『國語』是日本文化的基石。」、第九條：「國家，應當儘可能...（中略）...支援將『日語』的出版物翻譯為外國語言...」）。所有的政府公文都只由日语书写，各級學校的「國語科」教授的內容是日語。
在日本，無論電視及廣播、電影等廣電領域，還是小說及漫畫、報紙等出版領域，幾乎都使用日語。在播放國外的電視劇及電影時，也幾乎都翻譯為日語，并帶字幕或日語配音播出。外语原版的出版物在日本也有发行，但主要是面向海外的论文、针对在日本居住的外国人或日本的外语学习者的出版物，并不以一般日本人为受众。
在日本以外，主要使用日語的有拉丁美洲和夏威夷等地區的日本人移民，但其中也有很多人在經過三、四代以後就不再說日語了。
在第二次世界大戰前日本曾經統治的各個地區，例如臺灣（臺灣日治時期）、庫頁島（樺太廳）、南洋群島（南洋廳）、朝鮮半島（朝鮮日治時期）、大連市（關東州）以及中國東北地區（滿洲國）等地，至今仍有一部分在當時曾受日語教育的人士能夠使用日語。
因清政府在甲午戰爭中失敗而受到大日本帝國政府統治50年的臺灣在「皇民化」政策期間，幾乎所有的臺灣人必須都要學習日語。在日本統治時期，日語也是朝鮮半島官方語言。
此外，帛琉的安加爾采用日语为官方语言之一。但是当地并没有居民在日常对话中使用日语，日语作为官方语言只是一个表达與日本友好關係的象征性方案。
根据国际交流基金于2019年的调查，2018年日本国外将日语作为外语学习的学习者共计约384万人，在中國大陸、香港及澳門有约100万人，在印度尼西亚约有70万人，在南韓约有53万人，澳洲约有40万人，台灣约有17万人。东亚、东南亚学习者占全部学习者的约76.8%。142个国家和地区开展了日语教学。此外，根据文化厅于2015年的调查，日本国内的来自海外的日语学习者已达到约19万人，其中亚洲人约有16万。
2017年3月的互联网使用语言排名中，日语仅次于英语、汉语、西班牙语、阿拉伯语、葡萄牙语、印尼語（馬來語）、法语，排名第八。

## 語言系屬分類
日語屬於日本-琉球語系，與其有親戚關係的語言還包括琉球語和八丈語（有時會被視作第三個語族），但由於這些語言常被視作方言，因此日語又常被分類為孤立語言。

### 常見的假說
自19世紀，語言學界就很熱衷於將日語和其他不同的語言串連在一起，並建立出各式各樣的假說。
認為日語屬阿爾泰語系的說法自明治時代末期開始受到關注。其根據是古代日語的固有詞彙開頭不會出現流音、有元音和諧等理由。然而，在完全找不到同源詞的情況下實在难以证明日语和被认为属于阿爾泰語系的各种具体语言之间相互存在亲属关系。因此，古代日語的上述特徵只能證明日語在類型上屬「阿爾泰型」的語言，而不能證明更多。值得留意的是，阿爾泰語系本身也是個假說，而且現在已被大多數比較語言學家否定。
也有觀點指出日語和南島語系在音韻體系和詞彙上有類似之處，然而词例並不充足，也有很多例子只是推断，并不確定。而且这种观点並不受到主流接受，因为找不到音韵演化的有规律性关系。
有觀點認為日語和达罗毗荼语系之間存在關係，但承認這一觀點的學者較少。大野晋認為日語在詞彙、語法方面和泰米爾語有共同点，但其在比較語言學的方法上存在問題，受到較多批評。詳情请参閱クレオールタミル語説一节。
漢語，特別是古漢語自古以來就利用漢字、漢語對日語的表記及詞彙、語素上有很強影響。日语音韵中的拗音等就是来自于汉语，日語模仿古代漢語書面語的文法、語法的行为，使得人们在日语文法、語法和文體上都能看見漢語對日語的影響。日本屬於以中國為中心的漢字文化圈。但是，日語的基礎詞彙和漢語不对应。而在文法和音韻的特點方面，漢語是分析語，而日語是黏著語。但以西田龙雄为代表的学者认为日语属于汉藏语系。
阿依努語雖然在語序（主賓謂語序）上和日語相似，但在語法和形態上和日语屬不同類型的多式綜合語。在音韻構造上，阿依努語没有清音、浊音的区别，有較多閉音節，這點和日語不同。雖有人指出日語在基礎詞彙上和阿依努語類似，但例子並不充足。而兩門語言較為相似的詞彙中，有很多都是阿依努語借用自日語的外来语。在目前還缺乏能夠證明兩者有系統性關聯的資料。
朝鮮語和日語在語法構造上有很多相似之處，但基礎詞彙大不同。音韻方面，朝鮮語和日語都具有固有詞彙開頭不出現流音（頭音法則）這個共通点，但也有一些重大的差異，例如：朝鲜语有閉音節及复辅音的存在，沒有清音、浊音的區別。雖然日語和中国东北的死語高句麗語在數詞上有相似的詞彙，但學界對高句麗語的实际情况所知甚少，目前還難以成為語系的判斷依據。
另外在過去還有人認為日語和雷布查語、希伯來語、烏拉爾語系、南亞語系、壯侗語系、甚至印歐語系有親屬關係，但都只停留於偽比較語言學範疇。
除了以上的假說外，亦有多個認為日語實際上是一種歸融語的假說存在。

## 音韻

### 音韻體系
日語使用者在說「（量詞，数细长的物品时用）」這個單詞時，分四個單位來發音。若按音節來彙整的話，這個詞彙將會有兩個發音單位[ip̚.poɴ]。然而音韻卻與此不同。爲了和語音學單位音節相區別，音韻學將這樣的發音單位稱為音拍。
日語的音拍已經通過假名實現了體系化。和在語音學上分別是[ip̚poɴ]和[mat̚takɯ]，并沒有共同的音素，而日語使用者卻能發現這個共同的音拍。另外，在語音學上會因後續的發音而有[ɴ、m、n、ŋ]等變化，但由於日語使用者視其為相同的發音，在音韻學上被視為一種音拍。
日語幾乎所有的音拍都以元音結尾。因此日語具有很強的開音節語音的特徵。而特殊音拍、并不是元音。
音拍的種類有以下的約111種。不過，因研究者不同，計算方法也有所區別。的音在词中词尾時有時會變為鼻音（也就是所謂的鼻濁音）。但是与并没有分辨不同单词的功能，不过是同一个音位的不同发音罢了。因此除外，音拍数目为103个左右。此外，在包括《外来语的表记》第1表中的、等外来音拍的情况下，音拍数量还会更多。此外，在外来语表记中使用的、尽管在实际生活中常被发为发音，但也有人发成独立于其他音的v，将其算入的话音拍种类还会更多。
|             | 直音     | 直音      | 直音      | 直音     | 直音     | 拗音          | 拗音          | 拗音          | 清濁       |
| ----------- | -------- | --------- | --------- | -------- | -------- | ------------- | ------------- | ------------- | ---------- |
| 母音        | あ ア a  | い イ i   | う ウ u   | え エ e  | お オ o  |               |               |               | ――         |
| 子音+母音   | か カ ka | き キ ki  | く ク ku  | け ケ ke | こ コ ko | きゃ キャ kya | きゅ キュ kyu | きょ キョ kyo | （清音）   |
| 子音+母音   | さ サ sa | し シ shi | す ス su  | せ セ se | そ ソ so | しゃ シャ sha | しゅ シュ shu | しょ ショ sho | （清音）   |
| 子音+母音   | た タ ta | ち チ chi | つ ツ tsu | て テ te | と ト to | ちゃ チャ cha | ちゅ チュ chu | ちょ チョ cho | （清音）   |
| 子音+母音   | な ナ na | に ニ ni  | ぬ ヌ nu  | ね ネ ne | の ノ no | にゃ ニャ nya | にゅ ニュ nyu | にょ ニョ nyo | ――         |
| 子音+母音   | は ハ ha | ひ ヒ hi  | ふ フ fu  | へ ヘ he | ほ ホ ho | ひゃ ヒャ hya | ひゅ ヒュ hyu | ひょ ヒョ hyo | （清音）   |
| 子音+母音   | ま マ ma | み ミ mi  | む ム mu  | め メ me | も モ mo | みゃ ミャ mya | みゅ ミュ myu | みょ ミョ myo | ――         |
| 子音+母音   | ら ラ ra | り リ ri  | る ル ru  | れ レ re | ろ ロ ro | りゃ リャ rya | りゅ リュ ryu | りょ リョ ryo | ――         |
| 子音+母音   | が ガ ga | ぎ ギ gi  | ぐ グ gu  | げ ゲ ge | ご ゴ go | ぎゃ ギャ gya | ぎゅ ギュ gyu | ぎょ ギョ gyo | （濁音）   |
| 子音+母音   | ざ ザ za | じ ジ ji  | ず ズ zu  | ぜ ゼ ze | ぞ ｿﾞ zo | じゃ ジャ ja  | じゅ ジュ ju  | じょ ジョ jo  | （濁音）   |
| 子音+母音   | だ ダ da | ぢ ヂ ji  | づ ヅ zu  | で デ de | ど ド do |               |               |               | （濁音）   |
| 子音+母音   | ば バ ba | び ビ bi  | ぶ ブ bu  | べ ベ be | ぼ ボ bo | びゃ ビャ bya | びゅ ビュ byu | びょ ビョ byo | （濁音）   |
| 子音+母音   | ぱ パ pa | ぴ ピ pi  | ぷ プ pu  | ぺ ペ pe | ぽ ポ po | ぴゃ ピャ pya | ぴゅ ピュ pyu | ぴょ ピョ pyo | （半濁音） |
| 子音+母音   |          |           |           |          |          |               |               | （鼻濁音）    |            |
| 半子音+母音 | や ヤ ya |           | ゆ ユ yu  |          | よ ヨ yo |               |               |               | ――         |
| 半子音+母音 | わ ワ wa |           |           |          | を ヲ wo |               |               |               | ――         |

| 外来语音拍 |               |               |               | しぇ シェ she |               |
| 外来语音拍 |               |               | ちぇ チェ che |               |               |
| 外来语音拍 | つぁ ツァ tsa | つぃ ツィ tsi |               | つぇ ツェ tse | つぉ ツォ tso |
| 外来语音拍 |               | てぃ ティ ti  | とぅ トゥ tu  |               |               |
| 外来语音拍 |               | てゅ テュ tyu |               |               |               |
| 外来语音拍 | ふぁ ファ fa  | ふぃ フィ fi  |               | ふぇ フェ fe  | ふぉ フォ fo  |
| 外来语音拍 |               |               | じぇ ジェ je  |               |               |
| 外来语音拍 |               | でぃ ディ di  | どぅ ドゥ du  |               |               |
| 外来语音拍 |               | でゅ デュ dyu |               |               |               |
| 外来语音拍 |               |               | いぇ イェ ye  |               |               |
| 外来语音拍 |               | うぃ ウィ wi  |               | うぇ ウェ we  | うぉ ウォ wo  |
| 外来语音拍 | くぁ クァ kwa | くぃ クィ kwi |               | くぇ クェ kwe | くぉ クォ kwo |
| 外来语音拍 | スィ si       |               |               |               |               |
| 外来语音拍 | ズィ zi       |               |               |               |               |
| 外来语音拍 | ぐぁ グァ gwa |               |               |               |               |
| 外来语音拍 |               | スュ syu      |               |               |               |
| 外来语音拍 |               | ズュ zyu      |               |               |               |
| 外来语音拍 | ゔぁ ヴァ va  | ゔぃ ヴィ vi  | ゔ ヴ vu      | ゔぇ ヴェ ve  | ゔぉ ヴォ vo  |
| 外来语音拍 |               | ふゅ フュ fyu |               |               |               |
| 外来语音拍 |               | ゔゅ ヴュ vyu |               |               |               |

| 特殊音拍 | ん ン n | （撥音） |
| 特殊音拍 | っ ッ   | （促音） |
| 特殊音拍 | ー      | （長音） |

此外，五十音图常常被用来说明音韵体系的结构，但和上述日语音拍表相比，有一些略有不同的地方。请注意：五十音图的出现可上溯至平安时代，它不能反映现代日语的音韵体系（请参看特征一节）。
另外请注意，诸如、之类的音节在现代标准日语中已经消失了（和、」合并了），故不列入。外来语音节依据日本国语审议会的《外来语的表记》排列。

#### 元音

日语5个基本元音的发音位置
本图象征性地展示一个向左侧开口的人的嘴部的发音部位。越向左则舌头越向前伸出，越向上则表示口张开得更小。此外，/o/时伴随着圆唇。

日語中的元音只有5個，以、這五個假名來表示。音韻學上，日语的元音就只有这5个，其音位分别记为[a]、[i]、[u]、[e]、[o]。另一方面，在语音学上，5个基本元音分别接近[ä]、[i]、[ɯ]或[u]、[e̞]或[ɛ̝]、[o̞]或[ɔ̝]。
日语的在国际音标（IPA）中处于前元音[a]和後元音[ɑ]之间。接近[i]。处于半闭元音[e]和半开元音[ɛ]之间，也处于半闭元音[o]和半开元音[ɔ]之间。
日语的，在东京方言中比起英语等语言中[u]这样的圆唇後元音更接近央元音，随之圆唇性减弱，成为既不是央元音也不是圆唇而是居于两者之间，或是比其更略稍向前突出的发音。这符合在唇与舌联动时，前元音不圆唇、后元音圆唇、央元音处于两者之间（不过现行IPA表记还是作为不圆唇处理）的规律。但是在元音融合等场合，音韵上还是作为閉後圓唇元音处理。
为了强调圆唇性之弱，可以像以上那样使用[ɯ]，但是这个符号本来是既像i那样完全不圆唇、又像u那样的闭後元音，和圆唇性虽然衰退但还略有残存、比起后元音略微靠前的日语音还是不完全相同。日语的/u/是用压缩嘴唇发音，所以有时候也标记为 [ɯᵝ]. 此外此类元音由于不符合唇与舌联动的规律，因此极少出现在元音少于5个的语言里。在圆唇后的发音更接近完整的圆唇元音。另外，西日本方言的发音和东京方言相比，舌的部位更深，唇更圆，更接近[u]。
音韵学中存在像、中的或行假名那样、表示长音的单位（音位为记R）。这是基于“将之前的元音单独发一拍”这种发音方法所产生的独立的特殊音拍。有许多词，例如和，是否有长音构成了意义的不同。但是，长音作为声音没有固定的音值，而是相当于长元音[aː iː ɯː eː oː]的后半部分。
文字写作、的，通常读法和、一样，都是长元音[eː] [oː]（等开头加入了辅音的也是如此）。亦即，、分別发音发作。然而，在九州，四国南部、西部，紀伊半島南部等地有人把「えい」念作ei。此外像表示软骨鱼的这样的词，依词汇不同有的可以发作双元音，但也有人不这么做。当一拍一拍地仔细地发音的时候，很多人会把发作ei。在歌词中唱作2拍时，的发音基本上都会清楚地发出来（例如：→）。
处于单词末尾或处于清辅音之间的或等閉元音往往会清化。例如、等尾音會清化发为[desɯ̥] [masɯ̥]，聽起來會像[des] [mas]。、可以分别发作[kʲi̥kɯ] [ʨi̥kaɾa] [ɸɯ̥kai] [hanaʦɯ̥] [akʲi̥]。但是作为声调核的音拍难以清化。不同的人清化的情况各不相同，说话环境、语素、认真程度的不同对是否清化也有影响。此外不同方言的差别也很大，比如近畿方言几乎不会发生清化。
前的元音倾向于鼻音化。此外，元音前的因前后的元音成为近似于鼻元音的发音。

#### 輔音
輔音方面，音韻學上可以区分的有清音－「行」的輔音、濁音－「行」的輔音、半濁音－「行」的輔音。音位按以下方式记录。至于行和行音节开头的辅音，也有人解释为音位u和音位i随其在音节内位置的不同发生的变音。特殊音拍的和，有人认为是音韵上独立的音位，也有人认为是行音节开头的辅音n随其在音节位置的变化发生的变音，而不过是二重辅音化的结果，不是音韵上独立的音位。
- k, s, t, h（清音）
- ɡ, z, d, b（濁音）
- p（半濁音）
- n, m, r
- j, w（亦称作半元音）

另一方面，语音学上，辅音体系显得更为复杂。主要使用的辅音如下（省略了后面提到的顎音化音）：
|        | 双唇音 | 齿龈音 | 捲舌音 | 龈腭音 | 硬顎音 | 軟顎音 | 小舌音 | 声门音 |
| ------ | ------ | ------ | ------ | ------ | ------ | ------ | ------ | ------ |
| 塞音   | p b    | t d    |        |        |        | k ɡ    |        |        |
| 鼻音   | m      | n      |        |        |        | ŋ      | ɴ      |        |
| 闪音   |        | ɾ      | ɽ      |        |        |        |        |        |
| 擦音   | ɸ      | s z    |        | ɕ ʑ    | ç      |        |        | h      |
| 近音   |        |        |        |        | j      | ɰ      |        |        |
| 塞擦音 |        | ʦ ʣ    |        | ʨ ʥ    |        |        |        |        |

清辅音、在出现词首时需发送气[kʰ]、[tʰ]、[pʰ]，出现在词中和词尾时，不送气。
对于发音中的绝大多数辅音，为[k]、「行」为 [s]（也有一些地方的人发作[θ]）、「行」为 t、「行」为 n、「行」为 h、「行」为 m、「行」为 j、「行」为 d、「行」为 b、「行」为 p 。
的辅音在词首类似 [d] ，是比它更为宽松的塞音。也有人发作类似英语 [l] 的音。虽缺乏适当的国际音标表示，不过也有人用濁捲舌塞音 [ɖ] 来代替。此外，在诸如这样出现在词中词尾的时候，也有弹舌头变为 [ɾ] 或者 [ɽ] 的，例如吊带袜天使中恶魔姐妹说这个词的发音。部分日剧中还会出现齿龈颤音的念法。
标准日语（共通语）以及标准日语语音所依照的东京方言的发音中，的辅音和上面列举的具有共通的基本性质，为气息通道略狭的近音。因此，虽说在“处于对应[u]的近音[w]和对应[ɯ]的近音[ɰ]中间、或者是微圆唇”这一点上可以说是略微接近[w]，但是主要发音部位在软腭（后元音的舌的位置）略前的地方，可以说是稍稍使用；双唇发音的二重发音的近音。因此，五十音图排列中把算作唇音。在本条目中，如无特殊需要，记作 [w] 。外来语的、用的也是这个发音，但有很多人会发作两拍的。
辅音在词首发作塞音 [ɡ] ，词中一般用鼻音 [ŋ]（「が行」鼻音、所谓的鼻濁音）。现在，发作 [ŋ] 的日语使用者在减少，转而使用和词首相同的塞音或者使用擦音 [ɣ] 的人在增多。
的辅音处于词首或者「ん」之后时，发作塞擦音（塞音和擦音组合成的 [ʣ] 之类的音），词中多用擦音（z 等）。也有人总使用塞擦音，但这样的音在之类的词中难以发音，因而多为擦音。此外，的、，除部分方言外，发音和的、相同。
在元音之前的辅音呈现出独特的音色。某些辅音发生前舌面接近硬腭的腭音化。例如，一般为 k ，唯独使用 [kʲ]。腭音化的辅音后接“a”、“u”、“o”的时候，在后加上、表记成类似于、这样的形式。后接“e”的时候加上表记为，但是这个音节只在外来语中使用。
、的音的元音也很独特，但发生的不只是腭音化，发音位置还移动到硬腭。、的辅音为 [ɕ] [ʨ] 。外来语中的、的辅音是腭音化的 [sʲ] [tʲ] 。、，在词首和「ん」之后是 [ʥ]，在词中是 [ʑ]。外来语中的、的辅音是腭音化了的 [dʲ] [ʣʲ] 以及 [zʲ] 。的辅音是硬腭音 [ç] 而非 [h]。
此外，的辅音多发为腭音化的 [nʲ] ，也有人发作硬腭鼻音 [ɲ] 。同样地，也有人发作硬腭闪音的，也有发作清硬顎塞音 [c] 的。
此外，中只有的辅音发作清雙唇擦音 [ɸ] ，这是辅音经歷了 [p → ɸ → h] 的变化所留下的残留。由于在奈良时代发作p，在平安时代发作[ɸ]的缘故，五十音图才把它归类为双唇音，这是一个历史遗留现象。外来语中有人发 f 的音。由于“现代日语在的后面以及汉语词中的后面接续发音的时候都会变为（p）的发音，出现连浊的时候也是变为（b），而不是浊喉擦音[ɦ]”；因此可以说明“的音位就不是h而是p，按擦音化规则除上述的场合以外都变为h”。即使是现代日语，如果把词汇限定在和语词和近代以前的汉语词的话（不是源自的都是近代开始才产生的），上述规则都是成立的。这虽违反现代日语使用者的直觉，却能更合理地、成体系地表达的连浊和、後的发音的变化。
此外，在词首时发送气的[tʰ]，在词中和词尾时发不送气的 [t]  ，」的辅音是 [ʦ] 。在这个辅音後续元音a、e、i、o的时候（主要是外来语中），则添加小字假名、记作、（在、等和语词中有使用）。、辅音腭音化。但多写成念成等等。、（[tɯᵝ] [dɯᵝ]）等音节，在外来语词中想要尽量接近原音的时候有人会使用。
被称作促音（音位记作Q）和拨音（N）的音，如前所述，是音韵学的概念，和前述的长音都作为特殊音拍处理。在语音学上实际的发音是 [-k̚k- -s̚s- -ɕ̚ɕ- -t̚t- -t̚ʦ- -t̚ʨ- -p̚p-] 之类的连续辅音。但是也有时像这样单独出现，这时它是一个聲門塞音（喉塞音）。
此外，依据后续音的不同，发作 [ɴ m n ŋ] 等辅音（但是在元音前是鼻母音）。句末等处使用 [ɴ] 的人很多。

### 声调
日语的（accent）和汉语的“声调”（tone）在广义上都属于“高低重音”，也就是以声音（pitch）的高低不同表现重音，而不同于英语的强弱重音。汉语的声调称作“曲线声调”，高低变化在一个音节内实现，日语的声调是在音拍和音拍之间体现，单独的一个音拍不成声调。汉语常常用声调区别同音词的语义，日语很少靠声调区别同音词的语义，因而日语声调的作用主要在语义单位之间划分界限。不同的词汇有不同的声调，按音拍发生高低变化。许多时候可以用声调区分同音词（汉语则是没声调基本说不清话了）。例如东京方言中，、分别是（頭高型）和（平板型），声调不同（上声调标作“／”，下降调标作“＼”）。、之类的助词没有固定的声调，而是由它们前面的名词来决定。例如、，单独发音是、，后接、等助词后变为。
标准语的声调，可以按照“一个词中音高是否有下降，若有下降则是在第几个音拍後下降”来加以区分。音高下降的地方称作下降点或者声调点，声高下降前的最后一个高读音拍称作声调核。例如第一拍是声调核，第二拍是声调核，无声调核。一个单词中要么没有声调核，要么有且只有一个声调核；声调降下去了就没有再升上来的。将声调核用表示的话，二拍词有（无核）、3种，三拍词有、4种，随着拍数的增多，声调类型也增加了。没有声调核的词称作平板型，第一拍为声调核称为頭高型，最后一拍为声调核称为尾高型，声调核在在中间而不在头尾的叫中高型。頭高型、中高型、尾高型统称为有起伏或者有核型，平板型称作无起伏或者無核型。
此外对于标准语的声调，当只发单词或者文節的发音时，除了头高型外，都会像、这样在第一拍进入第二拍时音高上升。可是这个上升不是单词所固有的，在像、这样的表达中，音高上升出现在不加区分的一整块发音单位（语句）的起始位置。这种上升称之为句音调，起到帮助帮助人切割句与句间隔的作用。另一方面，声调核是固定在每个单词裡面的，的後出现的下降声调并不消失。标准语的声调从“语句”的第二拍开始上升（语句最初的单词是頭高型的话则从第一拍开始上升），一直到声调核都是平声，在声调核之後下降。因此，也就是说标准语裡面第一拍和第二拍的高低总相反，标准语的句首不会出现「低低高高...」或者「高高高高...」式的音调。声调辞典中会使用、表记声调（《新版中日交流标准日本语》的单词表也采用这种标法，而老版标日采用的则是写一个数字在词语後面的方法，其中无声调核标0，声调核在第几个音拍上就标几），但是需要注意这是实际上标的是只有一个文节的语句的发音，它把句音调和单词声调核同时标出来。

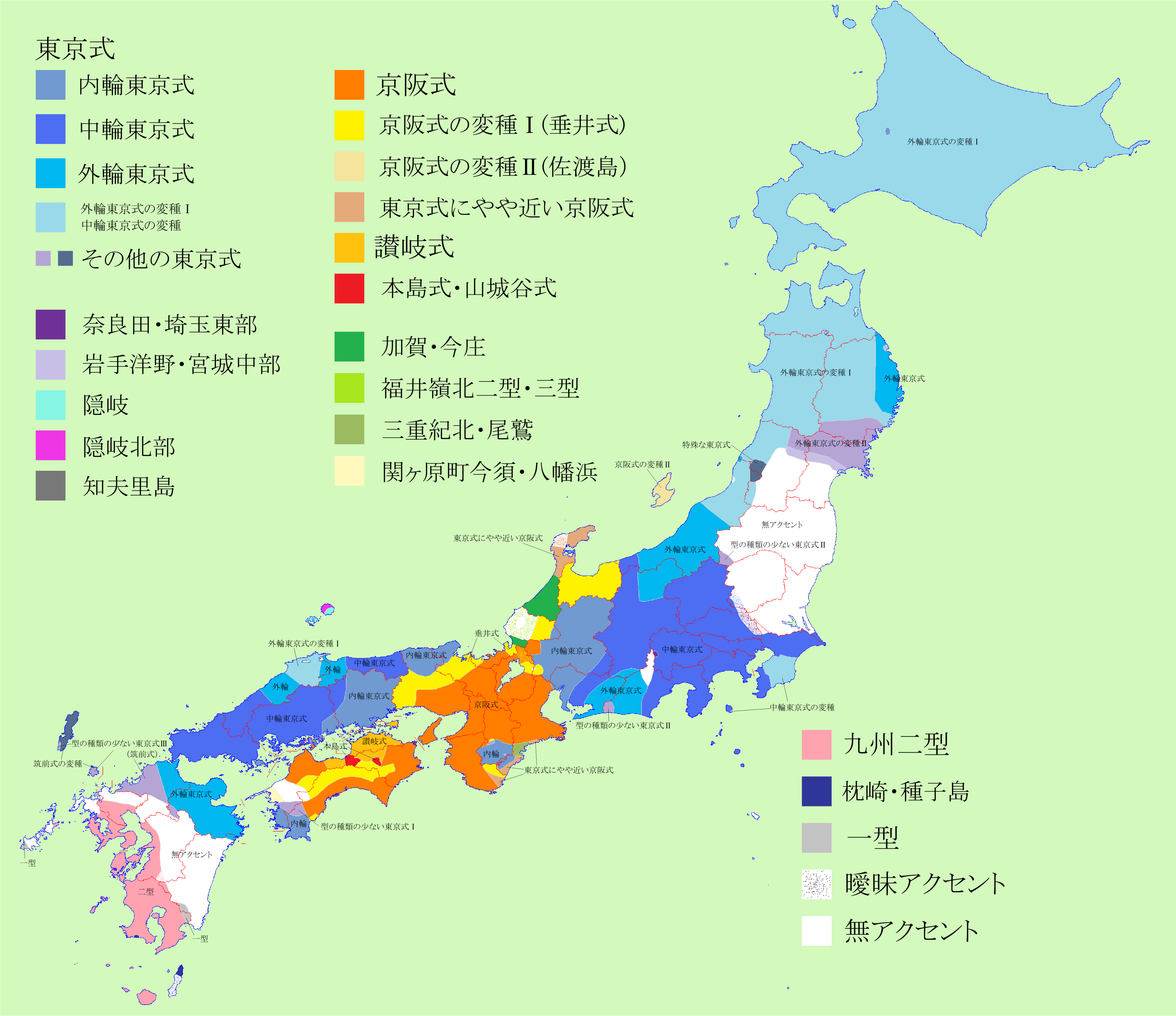
日语方言的声调分布

日语不同方言的声调差别很大。日语的声调体系可以分为好多类，不过最常见使用人数最多的是东京式声调和京阪式声调这两种。东京式声调只有有声调核和无声调核的区别，京阪式声调除了声调核和无声调核的区别，还有第一拍是高起式还是低起式的区别（京阪式不要求第一拍第二拍高低不同）。许多人以为日语声调的区别是东西对立，其实实际的声调分布并非东西对立：东京式声调基本分布在北海道、東北地方北部、关东地方西部、甲信越地方、東海地方大部分地区、中国地方、四国地方西南部、九州東北部、沖繩縣部分地区；京阪式声调则是分布在近畿地方、四国地方大部分地区、北陸地方的部分地区。也就是说，京阪式声调分布在以近畿地方为中心的地区，东边西边都被东京式声调包围着。日本的标准语、共通语的声调以东京的山之手方言为基准，属于东京式声调。
九州西南部和冲绳部分地区分布有二形聲調，它只有两种声调类型：声调核要么在倒数第二个音拍上，要么在倒数第一个声拍上。宮崎縣都城市存在只有一种声调类型的一形声调。此外，岩手县雫石町和山梨县早川町奈良田等地的声调区分的不是发音在何处下降而是发音在何处上升。和这些有声调方言不同的是，在東北地方南部到关东地方东北部的地域，还有九州的东京式声调和二型声调之间包围的地区的日语使用者对声调没有辨别，没有词中何处发音升高的规定（類似現代韓語）。这就是无声调（声调崩坏）地区。这些声调的粗略区分中还有者各种小变种，有着各种类型之间的中间类型。
正如在东京发作「低高低」、在京都发作「高低低」那样，单词的调值在不同方言中有所不同。但是这并不意味着各地方言中的声调体系毫无对应关系。绝大多数场合下是有规则对应的。例如，、在东京都念成「低高低」，在京都均念成「高低低」。、在东京都念成「低高高」，在京都均念成「高高高」。、在东京都念成「高低低」，在京都均念成「低低高」。像这样在某个地方都属于A类发音而在另外一个地方都属于B类发音的词汇集合，称作语类。
这个事实说明了各个日本方言的声调系统，都来源于历史上一个共通的声调体系。称其为原始日语的声调，并认为是它发展分化形成今天的東京式和京阪式声调。现在有力的假说则认为，院政时代的京阪式声调式声调，是现在一切日语声调体系的先祖。现在的各个方言的声调都是由其渐渐变化而得来的（金田一春彦以及奥村三雄）。另外，也有人认为各个方言的声调是历史上地方的无声调和中央的京阪式声调交融而产生的（山口幸洋）。

## 文法

### 句子结构

日语句子示例上方的句子展示的是基于橋本進吉的学说，使用主谓构造解释句子的例子。下方的句子是一个难以用主谓结构解释的句子。三上章称之为题目-叙述结构的句子。

英语和汉语造句使用「I read a book」、“我读书”这样的语序，称之为主谓宾结构，而日语造句使用【我［主题标记］书［宾格标记］读】这样的语序，称作主宾谓结构（不过日语用宾主谓也可以，因为日语是黏着语，而非孤立语）严格说来，英语句子必须要有动词，日语句子却可以用动词结尾也可以用形容词或者名词+助动词结尾。因此，与其说日语语句的基本结构是「S（主語subject）—V（動詞verb）」，倒不如说是「S（主语）—P（谓语predicate）」这一「主谓结构」更为合适。
- 【我［主题（主格）标记］社长是（简体[註 11]）。】（我是社长。）
- 【我［主题（主格）标记］去】（我去。）
- 【我［主题（主格）标记］高兴】（我很高兴。）

上述句子都属于「S—P」结构（主谓结构）。在英语中它们分别成「SVC」、「SV」、「SVC」结构，因此分别称1为名词句，2为动词句，3为形容词句。可是在日语中这三种结构没有本质上的区别。因此，刚刚开始学习英语的人，可能会仿造「I am happy.」的形式造出「I am go.」这样的病句。

#### 题述结构
此外，日语句子中除了主谓结构之外，还有很多句子采用「题述结构」，由「题目＋叙述部分」构成。题目指的是一句话的主题（三上章称其为"what we are talking about"），和“主语”是两个不同的概念。主语多用标示，是动作和作用的主体，而题目常用标示，展现的是句子叙述的中心。当一个句子的题目同时也是主语的时候，题目後标示了就不用再标示，究其结果也就成主语後标示了；而题目同时为宾语也不用再标示，只用标示。例如：
- 【大象［主题标记］大。】（大象大。）
- 【大象［主题标记］笼子［与格标记］放入了】（把大象塞进笼子了。）
- 【大象［主题标记］饵食［宾格标记］喂过了】（给大象喂过食了。）
- 【大象［主题标记］鼻子［主格标记］长】（大象鼻子长。）

之类的句子中，在每个句子里都是题目。第4句中的可以替换为，因为此句的主题兼任主语。可是，第5句以后的不能替换为。第5句可以替换为，第6句可以替换为，至于第7句则没有替换词（有人认为可以替换成，相当于句子改写成“大象的鼻子长”）。这些句子里的这个题目并不表示特定的格，只是表示我现在要讨论和大象相关的问题。
这些句子中接续在这个题目後面的都是「叙述部分」。
大野晋认为，和分别表示的是未知和已知。例如
- （我是佐藤）
- （我是佐藤）

中，前者意味着“（谁是佐藤呢？）我是佐藤”（已知佐藤而不知“我”），而后者意味着“（我是什么人呢？）我是佐藤”（已知“我”而不知佐藤）。因此，日语里、这些疑问词总是後接变为、而不会变成、，因为它们总是表示未知的事物。
像日语这样拥有题述结构的句子的语言，称之为话题优先语言。有些东亚语言，例如汉语、朝鲜语、越南语、马来语、他加禄语，也拥有这种句式。

#### 主语废止论

日语、英语造句的区别三上认为，对于“甲介绍丙给乙”这个句子，日语式句子里「紹介シ」这个动词和「甲ガ」、「乙ニ」、「丙ヲ」三个词中任意一个的关系都是对等的。而英语式句子里「甲（ガ）」这个主语和谓语「紹介シタ」有着特殊的呼应关系（注：简单来说就是需要主谓一致），不同于「乙ニ」、「丙ヲ」和「紹介シタ」的关系。

考虑到上述的那样、能分解成「题目＋叙述部分」而不是「主语＋谓语」的句子在日语里非常常见，因此可以说日语句子中的主语原本就不是必须的。三上章因而提出主语废止论（停止使用“主语”这一语法术语的提案）。三上表示：
- 【甲（主格）乙（与格）丙（宾格）介绍（动词）。】（“甲介绍丙给乙。”）

一句中，、这三个成分都是说清楚这个动作的具体含义所需要的，互相之间没有优劣之分。重要的是把它们整合起来的谓语。、中不管哪一个都是补充说明谓语的词语（补语）。与之相对，英语等语言中的主语却是特别的，因为动词变位需要考虑主语的性、数。
有些句子用英语式观点只能解释为“省略了主语”，按上述的思考方式却可以很好地得到解释。例如：
- 【波馬知长大后的东西（宾格）歩里（与格？）叫做。其中小句为「波馬知（主格）长大了（动词）东西（名词）」】（把长大的波馬知（小鰤魚）叫作步里（大鰤魚）[註 13]。）
- 【这里（方位格）新闻（宾格）传达（动词，敬体）。】（在这里传达新闻。）
- 【一天比一天（副词）暖和（形容词）变得（动词，敬体）。】（一天比一天暖和了。）

都是上面提到的没有主语的句子。但是从“日语句子是以谓语为中心，补语只是在有必要时才添加”的观点看来，可以说上面的句子不管哪一个都是完整的句子，没有省略成分。
由于“主语”这个用语/概念在实际工作中显得很便利，因此今天的语法学说还常常使用这个词。通常把後接了格助詞的语法项目作为主语。但是，和三上的说法争锋相对、主张日语句子中必须有主语的人在今日的研究者里是少数──只有生成文法的支持者和鈴木重幸等人的言語学研究会小组那样的学派，由于主语在生成、制造句子中的重要作用而认可主语这个概念。森重敏在分析日语句子时也是立足于“主谓关系”的，但他这里所说的“主语”、“谓语”并不同于一般所说的主语和谓语。现在日本学校教学中通行的语法──学校语法──中，往往都会使用以“主语”、“谓语”等概念为代表的传统语法术语，但也有的版本的教科书并不把主语单独拿出来区别看待。

### 句子成分
即使是认为有主语和谓语就有句子的人，也没法只用这两个要素就说明句子的结构。在主语、谓语之外，还需要加上修饰语等成分，才形成复杂的语句。使得句子得以成立的这些成分称作“句子成分”。
学校语法把句子成分分为“主语”、“谓语”、“修饰语（连用修饰语、连体修饰语）”、“接续语”、“独立语”五种。在学校语法中，“并列语（互相并列的文节、连文节）”和“补语、被补语（互为补充关系的文节、连文节）”都不是句子成分，而是表达文节之间、连文节之间关系的概念，因而总是形成连文节变成上述五种成分之一。于是教科书随之采用“并列关系”、“补助关系”这样的用语（概念），而很少有教科书使用“并列语”、“补助语”的概念。此外，“连体修饰语”原则上不能单独充当成分，总是要和被修饰语在一起才能构成连文节充当句子成分。
除学校图书（出版社）之外的其他四家出版社的教科书中，都把能单独构成文节的成分像“主语”那样称作“╳语”，把构成连文节的成分像“主部”那样称作“╳部”。只有学校图书把文节和连文节都称作“╳语”，而把一个句子中能划分成的最大部件称之为“╳部”。

#### 主语、谓语
造句子所需的基本成分。其中谓语尤为重要，在句子中起到纲举目张的作用。、都是由主语和谓语构成的句子。有的教科书中强调谓语统合全文的作用，而把主语放在修饰语中加以解说（参见上一节主语废止论）。

##### 连用修饰语
和用言相联的修饰语（用言的意思请参照自立语）一节。一文中、等表示格的部分，就是和谓语动词相联的连用修饰语。此外，、等句中的、等词也是和相联的连用修饰语。不过，如果缺乏了、等词的话，整个句子就会变得不知所云，而、等词即使缺少了，也还是个能传达信息的完整的句子。因此，有人认为前者为句子的主干，应称为补充成分，而后者应称为修饰成分。有的国语教科书裡对这两者有区分。

##### 连体修饰语
和体言相联的修饰语（体言的意思请参照自立语）一节。、中的、为连体修饰语。铃木重信、铃木康之、高桥太郎、铃木泰等人认为，连体修饰语赋予“表现事物的句子成分”以特征，是一种规定“该事物是什么样的事物”的句子成分，因而把连体修饰语称作“规定语”（或者“连体规定语”）。

##### 接续语
像、中的、那样，和后续部分有逻辑关系的语。此外，像、中的、那样连接前文和後文的成分也属于接续语。在词类中，总是用作接续语的词的词性为接续词。

##### 独立语
独立语像、中的、那样，并不和其他成分相联，也不被其他成分相联。从是否和其他词相联这一定义来看，独立语几乎都是一些表示感动、发动号召、应答、提示的语言。在词类中，总是用作独立语的词的词性为感叹词。

##### 并列语
在、中，和均是由两个互相并列的成分构成。作为一个整体，相当于连用修饰部，相当于谓部。

#### 宾语和补语
现在通行的学校语法中并无相当于英语语法中“宾语”、“补语”的概念。英语语法把“I read a book.”中的“a book”看作宾语，为主谓宾结构的一部分；此外，“I go to the library.”中的“the library”则是看作和前置词一并加入的修饰语。与之相对，日语则是像
- （我读书。）
- （我去图书馆。）

这样，不论是还是，都是“名词＋格助词”的结构，没区别，因而都被视作“连用修饰语”这个句子成分。按照学校语法，不用“主语＋宾语＋动词”（SOV）句型解释，而用“主语＋修饰语＋谓语”来解释。

##### 对象语（补语）
铃木重幸、铃木康之等人认为，“连用修饰语”中属于“宾语”的语，是说明谓语所要描述的动作和状态所不可或缺的“对象语”（Object）。承认它属于句子的基本成分。高桥太郎、铃木泰、工藤真由美等则是把相当于“对象语”的成分称作“补语”，认为它对于主语和谓语所描写的事情起到补充说明的效果。

##### 状况语
像中的、那样，叙述事件发生的时间、场所、原因、目的的句子成分叫做“状况语”。在学校语法中属于“连用修饰语”，但是，“（连用）修饰语”表达的是谓语的内部属性，而“状况语”表达的是外部状况，起的是锦上添花的作用。汉语有“状语”的概念，但是内涵和外延与日语的“状况语”不完全一致，日语的“修饰语”在汉语里也是“状语”。

#### 修饰语的特征
日语的修饰语总在被修饰语的前面。、中的、分别是、的修饰语。日语的修饰语可以变得很长，不过还是前置，例如：

（硬译以展现日语句子结构：到了秋天的大和国的药师寺塔上的一片雲）
 — 佐佐木信纲
这一短歌中，从句子开头到之前的一大串内容都是的修饰语。
在法律条文和译文中，常常出现主语和谓语之间夹着一个长长的修饰语，让人很难一下子看清文意。例如，《日本国宪法》（原文為舊字舊假名，此處保留原表記）中第九条第1款：
- 日語原文：
- 中文翻譯：日本国民衷心谋求基于正义与秩序的国际和平，永远放弃以国权发动的战争、武力威胁或武力行使作为解决国际争端的手段。
- 英文翻译：

在作为主语（题目）的和谓语之间，隔了好长的一个修饰语；如果不是读惯这种句子的人，可能一下子读不清楚。这与英语the Japanese people后面马上接renounce正好形成对照。
不过，修饰语後置的英语也有时候会出现修饰语弄得句子很难懂的例子，西方人称作園徑句型（英語：garden path sentence；）：
- 英文：
- 日译：
- 中译：跑过牲口棚的马倒了下去。（更好的翻译：马跑过牲口棚，便倒了下去。）

这个日语句子中和「馬」相联的连体修饰语在「馬」之前，因此不容易误解，但是英语里修饰的在後面，这导致误解──英文版也可以读作“马跑过了倒塌的牲口棚。”

### 词类

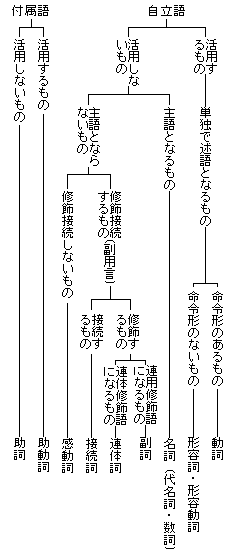
学校语法的词类
原图刊载于桥本进吉的《国语法要说》（橋本進吉「国語法要説」）。本图和现在的国语教科书中都对其加以修正。

把單詞按其意義、型態或職能加以分類所得的種別叫做詞類（／）。诸如“形容词”、“名词”这样的“词类”概念，和上述“句子成分”的概念是不同的。例如名词，作为句子成分时，可以做主语也可以做修饰语，像这样后接助动词的时候则是做谓语。动词、形容词、形容动词都是既可做修饰语也可做谓语。副词多用作连用修饰语，连体词专用于连体修饰语，连词（接续词）专用于接续语，叹词专用于独立语；但并非某种特定的词类一定对应某种特定的句子成分。
对于究竟是什么决定每种词类所具有的特征这个问题，有着许许多多的回答。通常，表示事物的词语是名词、表示动作的词语是动词、表示性状的词语是形容词；但是也有不少例外，因而这不能作为定义使用。
橋本進吉在划分词类的时候，完全不考虑词语所表示的意思，而是主要通过词语语法形式上的区别来划分的。桥本的这种做法对初学者也很容易理解，因而学校语法也是基于桥本语法的。
在给词语分类时，学校语法把、之类自身可做文节的词语称作“自立语”，把、之类无法单独做文节的、必须依附于自立语使用的词语称作“附属语”。此外，由于日语是在自立语之後依次添入词缀和附属语来起到对应的语法作用的，因而日语在语言类型学上属于黏着语。

#### 自立语
自立语可分为有活用的自立语和无活用的自立语。
在无活用的自立语中，能做主语的称作名词。在名词中，有人把代名词和数词单独分类。另一方面，不能做主语、能单独做连用修饰语的称作副词，能做连体修饰语的称作连体词，能做接续语的称为連詞（接續詞），只能做独立语的称作感叹词。对于副词、连体词是否应该各自作为一种词类，还有争议，有人将其更加细分，也有人将其和其它词类合并。
在有活用的自立语中，将有命令形的称作动词，没有命令形、连体形以结尾的称作形容词（有的书籍称作、“第1类形容词”），没有命令形、连体形以结尾的称作形容动词（有的书籍称作、“第2类形容词”）。对于形容动词是否单独是一个词类，也有時枝誠記和鈴木重幸等学者持否定意见。
此外，在日语中，“名词”和“体言”这两个词往往混用。日本自古以来，在给词语分类的时候，往往就把没有活用（词形从不变化）的词称作“体言”，把有活用（词形有变化）的词称作“用言”，把助词、助动词之类的称作。现在的学校文法中，“用言”指有活用的自立语（动词、形容词、形容动词），“体言”指无活用自立语中的名词（以及代名词、数词）。也就是说，“体言”和“名词”可以说指的是同一事物，但是在强调它是没有活用的时候称其为“体言”，强调它在句子成分中能充当主语的情况下称作“名词”。

##### 體言
名詞、代詞和數詞總稱體言，可以做句子的主語、補語、賓語、也可以和斷定助動詞結合起來作謂語，沒有語尾變化。
- 名詞：表示事物名稱的單詞。如：／ nihon / nippon（日本）、／ ningen（人）。
- 代詞：代指人或者事物的單詞。如：／ watashi（我）、／ koko（这里）等。
- 數詞：數目的稱呼叫做數詞。如：／ hitotsu（一个）、／ daini（第二）等。

##### 用言
動詞、形容詞和形容動詞總稱用言。用言可以獨立作謂語，也可以獨立作定語（連體修飾語）或狀語（連用修飾語），不過根據後面所接續的助詞，必須改變語尾，即活用。
- 動詞：表示事物的存在、動作或臨時狀態。如：／ arau（洗）、／ ukeru（接受）等。
- 形容詞：說明體言的性質或固定狀態。如：／ hiroi（宽敞的）等。
- 形容動詞：功用與形容詞相近、功能介于动词和形容词之间，但是語尾變化與形容詞和动词不同，是後來從名詞（尤其是漢語名詞）和日語固有的詞根派生而來。如：／ shizuka（安静）、／ junketsu（纯洁）等。词典学、语法学界也有观点认为形容动词根本不存在，持这一观点的人认为形容动词只不过是名词的一种接续方式而已。

##### 其他词类
- 連體詞：只能加在體言前作修飾、如：（這個）、（那個）。
- 副詞：修飾用言的狀態、程度，形容詞與形容動詞經由語尾變化可以變成副詞，如：（稍微）、（很、非常）等。
- 连词：用于连接词和词、成分和成分、句子和句子的词。在句與句之中作為承先啟後的作用，用于表达前后两者关系，本身没有活用。如：（然後；所以）、（而且）。
- 叹词：表示发话者的感叹、互换或应答。叹词本身无实在的词汇意义，也无词尾变化，可以独立构成句子。

#### 附属语
附属语同样分为没有活用的和有活用的。
没有活用的附属语称作助词。、中的粗体部分皆为助词。助词可分为：表示名词和谓语之间格关系的格助词（参照名词的格一节），表示活用语和其后接续部分的关系的接续助词，在词语后添加程度、限定等意义并修饰后续用言的副助词，在句末表达疑问、咏叹、感动、禁止等语气和意图的终助词。鈴木重幸、高橋太郎、鈴木康之等人不把助词当作单独的词汇，而是称之为附属辞（“添头”），看作是构成词汇的一部分或词尾。
有活用的附属语称作助动词。、中的粗体部分皆为助动词。
- 助詞：日語最重要的詞類，決定在句中的地位、和其他單詞的關係、句子的時態，或是表示特殊的意義。現代日語有三十幾個助詞，大多是由一兩個音節組成，但是在最重要的格助词中也存在复合格助词，日語的一個句子就是由單詞後面附上助詞，依照大概的順序組合而成。如：（提示主题、或分開主語和謂語）、（表動詞的受語）
- 助動詞：同时具有助词和动词的性质、接續在動詞後面，給動詞增添特殊意義或是派生成被動、使役動詞，接續時前面的動詞語尾必須變化，而有些助動詞本身也會有語尾變化。如：（代表被動）、（代表否定）

### 名词的格
名词和动词、形容词、形容动词，通过它们的形式变化表现出它们在句中担当的成分。
对于名词，通过后置、之类的格助词来表达它们和动词的关系（格关系）。由于日语不通过词序表达格关系，日语的词序是比较自由的。例如，“谢尔盖科长把地下空间A的钥匙给了罗伊德”，在日语中可写作：
- 谢尔盖科长（主格）罗伊德（与格）地下空间A的钥匙（宾格）给（动词）。
- 罗伊德（与格）谢尔盖科长（主格）地下空间A的钥匙（宾格）给（动词）。
- 地下空间A的钥匙（宾格）谢尔盖科长（主格）罗伊德（与格）给（动词）。

每句话所重点强调的词语不同，但是表示的句意是相同的，在日语中都是正确的句子。
主要的格助词及其典型的用法如下，共有六格：
| 「」 | 表动作、作用的主体。主格。             | 例：「」、「」 |
| 「」 | 表连体修饰语。属格。                   | 例：「」、「」 |
| 「」 | 表动作、作用的对象。宾格。             | 例：「」、「」 |
| 「」 | 表共同进行动作、作用的人或物。共格。   | 例：「」、「」 |
| 「」 | 表动作、作用的起点或比较的对象。與格。 | 例：「」、「」 |
| 「」 | 表动作、作用所进行的场所。方位格。     | 例：「」、「」 |

如上所示，格助词中除了只用于连体修饰，表名词和名词之间的关系之外，其他格助词表的都是修饰谓语的名词和谓语之间的关系。此外，上表展示的不过是最典型的用法，也有不少用法在上表之外，例如：不表示主语的、不表示宾语的、不表示动作对象的、小句中表主体的。
格助词中的、在口语中往往会脱落。此时若无上下文的提示，就将语句最开始的部分视作。将除去助词念作时，由于可以被当作格看待，会造成误解。略作则由于上下文的限制可避免误解。此外，、等格助词在口语中也不能省略。
在题述结构的句子（参见「句子的结构」一节）中，替换特定的格助词为。例如这个句子中，将作为题目就是。
| 无题目句 | 有题目句 |
| -------- | -------- |
|          |          |
|          |          |
|          |          |
|          |          |
|          |          |
|          |          |
|          |          |

不同的动词所需要支配的格的个数不同，例如动词成句需要格，就是一个完整的句子了。但这个词如果只加上格，例如还不是个完整的句子；在加上格，变成就是完整句了。也就是说，需要有格、格。
但是，对于这个义项而言，没有格也是一个完整句，这时格不是必需的。亦即这个词取“任教”之意时需要格、格，取“教授”之意时需要格、格、格。像这样形成完整句子所必须的格，称之为“必须格”。

### 活用形及其种类
日语中的名词伴随着格助词呈现出不同的格，与之相对，用言（动词、形容词、形容动词）和助动词则是通过词尾变化展现其在句中所担当的成分以及“时态”、“体”、“一句话是否已经说完”等信息。日语中的动词变位，中国编写的日语教材中通常遵循日语中的用语，称之为活用；而有动词变位的词语，称之为活用语。
学校文法认为现代日语白话文中的活用语有6种活用形。以下举例展示动词、形容词、形容动词的活用形。
| 活用形 | 動詞 | 形容詞 | 形容動詞 |
| ------ | ---- | ------ | -------- |
| 未然形 |      |        |          |
| 連用形 |      |        |          |
| 終止形 |      |        |          |
| 連体形 |      |        |          |
| 假定形 |      |        |          |
| 命令形 |      | ○      | ○        |

## 书写系统

假名表：平假名在頂部，片假名在中間和相等的羅馬化在底部

现代日语的书写系统包括假名、汉字和罗马字。

### 假名
假名（kana）为日语的表音文字，主要有平假名、片假名和万叶假名、变体假名几种类型。万叶假名现已不再使用，但它是前两者的雏形。
现代日语中平假名与片假名各有46个清音，分别一一对应。除此之外还有浊音、半浊音、拗音和促音等变化。
平假名为汉字草书的变形，片假名为汉字楷书或汉字部首的变形，一般情况下两者有各自的使用范围。
下面是以五十音顺排列的日语假名，其他的排列方式还有伊吕波顺。每个单元格中，左边为平假名，右边为片假名，上方为其罗马字（平文式）。
|   | a  | i   | u   | e  | o     |
| - | -- | --- | --- | -- | ----- |
|   | a  | i   | u   | e  | o     |
| K | ka | ki  | ku  | ke | ko    |
| S | sa | shi | su  | se | so    |
| T | ta | chi | tsu | te | to    |
| N | na | ni  | nu  | ne | no    |
| H | ha | hi  | fu  | he | ho    |
| M | ma | mi  | mu  | me | mo    |
| Y | ya | -   | yu  | -  | yo    |
| R | ra | ri  | ru  | re | ro    |
| W | wa | -   | -   | -  | wo(o) |
|   | n  |     |     |    |       |

其中，yi、ye、wi、wu、we五个假名由于口语的变更已经不使用了。wo的发音和 o完全相同。
五十音中的各假名，都可大致按照各假名对应的平文式罗马字发音；除了ra行不读作/r/反而更靠近/l/之外，应使用英语的拼写读音规律。然而具体的发音亦不完全相同，详见音韻一节。

### 浊音和半濁音
浊音主要是在清音的右上角添加两点（゛、点々、濁点、或濁 ）表示、而ha行假名加上一个圆圈（゜、半濁点、或丸）表示半濁音。
|    | A   | I   | U   | E   | O   |
| -- | --- | --- | --- | --- | --- |
| G  | ga  | gi  | gu  | ge  | go  |
| Z  | za  | ji  | zu  | ze  | zo  |
| D  | da  | ji  | zu  | de  | do  |
| B  | ba  | bi  | bu  | be  | bo  |
| P  | pa  | pi  | pu  | pe  | po  |
| Ng | nga | ngi | ngu | nge | ngo |

### 拗音
|   | ya  | yu  | yo  |
| - | --- | --- | --- |
| K | kya | kyu | kyo |
| S | sha | shu | sho |
| T | cha | chu | cho |
| N | nya | nyu | nyo |
| H | hya | hyu | hyo |
| M | mya | myu | myo |
| R | rya | ryu | ryo |

|    | ya   | yu   | yo   |
| -- | ---- | ---- | ---- |
| G  | gya  | gyu  | gyo  |
| J  | ja   | ju   | jo   |
| B  | bya  | byu  | byo  |
| P  | pya  | pyu  | pyo  |
| Ng | ngya | ngyu | ngyo |

|    | a   | i   | u   | e   | o   |
| -- | --- | --- | --- | --- | --- |
| Y  |     |     |     | ye  |     |
| W  |     | wi  |     | we  | wo  |
| V  | va  | vi  | vu  | ve  | vo  |
| S  |     | si  |     |     |     |
| Z  |     | zi  |     |     |     |
| Sh |     |     |     | she |     |
| J  |     |     |     | je  |     |
| Ch |     |     |     | che |     |
| T  |     | ti  | tu  |     |     |
| D  |     | di  | du  |     |     |
| Ts | tsa | tsi |     | tse | tso |
| F  | fa  | fi  |     | fe  | fo  |
| Sy |     |     | syu |     |     |
| Zy |     |     | zyu |     |     |
| Ty |     |     | tyu |     |     |
| Dy |     |     | dyu |     |     |
| Fy |     |     | fyu |     | fyo |
| Vy |     |     | vyu |     |     |
| Kw | kwa | kwi |     | kwe | kwo |
| Gw | gwa | gwi |     | gwe | gwo |

### 促音
使用小体书写的平假名或片假名表示音节突然中断，前一拍的末尾添加後一拍開頭的輔音，形成一个促音。促音是一个单独的音节，在念的时候虽然不发音，但是要停顿。
促音通常是中古汉语入声字的殘留、在羅馬字中則以重複下一字之子音（若無子音、使用h）為表記。例：

“日本”=“日”+“本”；“日”=（nichi）、“本”=（hon）。

当把“日”和“本”放在一起念的时候，“日”的后半个音节（chi）变为促音。由於過去的日語有過p變h的變化，所以“本”的发生半浊音变化，念为“p”。所以“日本”的日文念法由（Nichi-hon）缩简为（Nippon唸Ni.p-po.n）。

### 长音
日语中有长音，即该假名的母音被拉长为2拍。
使用平假名时，当跟在后面的字母与前一个字母属于同一段时，前面的字母的元音就会变成长音，如／ obaasan（奶奶/姥姥）。另外，「え」段字母的後面的「い」及「お」段字母的后面「う」也用来表明长音，但组合发音应为「ē」、「ō」，而不是「ei」、「ou」。例如／ keisatsu（警察）、／ shounen（少年），ke與sho的元音都要拉長为2拍。
使用片假名时，长音大多使用来表示（直書時必須直寫）。例如：／ raamen（拉面）
轉寫羅馬字時，長音可以写作假名对应的字母或直接加上字母h（多用于地名或姓氏），亦或在长元音上加上一个长音符（短横）或扬抑符（尖头）来表示。所以  = 、 = 。另外，汉字词中的带 -ng 鼻音韵尾的词，在转为日语词时也多转为长音出现，如 。
要说明的是，日本的一些专用名称，比如东京、大阪、京都，由于它们的名字在英文裏已经用了很长时间，所以它们的罗马字的长音一般不特别表示；要表示也只会在字母上方加一个长音符或扬抑符，如，在写罗马字时， = ，但不是 。同样的道理， = ，但不是 ； = ，但不是 。

### 拨音
拨音、 (n) 不出现在词头，但要有一拍的发音长度。受其后面音节的影响，其读音也不同。
- 在た行、だ行、ら行、な行的音节前发 /n/ 音，如／ minna（各位）
- 在ぱ行、ば行、ま行音节前发 /m/ 音，如／ shinbun（报纸）
- 在か行、が行音节前面发 /ŋ/ 音，如／ denki（电力/电灯）

### 假名的演变
日本最早出现文字的文物大约是在公元1世纪、那时的日本学者使用汉字来给日语表音、称为“训读”。在这一基础上发展出万叶假名──最早出现在日本最早的诗歌总集《万叶集》中。这种方式借用了汉语的表音功能而舍弃了其结构性，再加上汉语没有词形的活用和缺少助动词，在公元9世纪先后创造以汉字正体为蓝本的片假名和以汉字草体为蓝本的平假名，将日本的文字彻底进化到表记文字的时代。

## 詞彙

### 词汇的种类
日语的词汇可以分为四类：
- 固有词：和族原来的词汇，主要是日常生活中的动词、形容词和具象的名词。

- 汉字词：自古吸收汉字學習中華文化，并創造全新的漢語词汇，当中包括和製汉语。大部分与中文意思相同或相近。主要是抽象词汇和對應西洋文化的漢語造詞。

- 外来语：主要是來自英语，由於英语本身字庫豐厚，自古受其他歐洲語言影響而來源多元，因此日語中歐語借詞，其實不少仍然跟英语吻合。而各个语种在日语中词汇的侧重面不同。
  - 葡萄牙语：主要是生活方面的词汇。參見日語中的葡萄牙語借詞。
  - 荷兰语：主要是科学技术和日用品方面的词汇，还有航海、度量衡方面的。參見日語中的荷蘭語借詞。
  - 法语：最初是军队用语，以后多是艺术、服饰、饮食方面的，亦有哲學、社會學、語言學等用語。參見日語中的法語借詞。
  - 德语：主要是学术方面的，特别是哲学、医学和化學方面的。參見日語中的德語借詞。
  - 意大利语：主要是艺术特别是音乐方面的词汇，多和英語雷同。
  - 俄语：词汇量不多，主要是与革命和思想有关的。
  - 英语：佔外来语的绝大多数（80.8%，1990年）、包含的领域十分广泛、涉及到社会生活的方面。特别是近年来，来自英语的外来语呈爆炸性增长的趋势。
  - 汉语：词汇量不多，除了地名，还有饮食、植物名和一些形容词。（注：此类词语多数使用片假名，很少使用汉字，区别于日语中的汉字词。）
  - 參見日語中的其他語言借詞。
- 混种语：以上三种的混合型，包括日本人生造的看似外来语的词汇（大部份是和製英語），例如（cosplay，是由costume（服裝）加上play（扮演）兩個英文單字組成）。除以上所說的情況外，混種語有另一個定義是將外來語音節簡化。例如英語的convenience store會刪減為konbini、personal computer會刪減成pasokon。這個现象是由於日本人較喜歡4個假名的字，[來源請求]所以近年有很多字都被日本人改成4個假名，而這些字大都是日常生活的常用字。

### 拟声和拟态词
模拟外界的声音或以声音等形象地表达事物的形象和状态的词、称为拟声和拟态词。
日语中拟声和拟态词的数量众多，描绘形象的分类十分细致，远远超过其他语言。拟声和拟态词不仅在口语中，而且在文学作品和广告语中的应用都十分广泛，使语言显得活泼生动。例如：等都是拟态词。例如：～等都是擬聲詞。

### 敬语
所謂敬語就是說話人對聽話人或話題中的人表示敬意的語言現象。說話人在社會關係中，對應該表示敬意的人就必須使用敬語。敬語的使用由以下三個主要因素來決定：
1. 說話人的年齡或社會地位處於下方，要對上面的人表示敬意時使用敬語。
2. 初次見面時，說話人和聽話人的關係不親密時，要對聽話人表示敬意時用敬語。
3. 內、外關係也是在使用敬語時必須考慮的。

一些看法認為日語沒有任何作為髒話的單詞，但這單純是一種迷思，所有的人類語言都有作為髒話的單詞和其他的禁語，髒話普遍存在於所有的語言當中。雖然因為日本社會傳統的階級概念與隨之而生的敬語系統，使得人們可透過敬語系統的使用來達成侮辱的目的，但日語中一樣有一些單詞被視為髒話。詳情可見日语中的侮辱语言。

### 方言

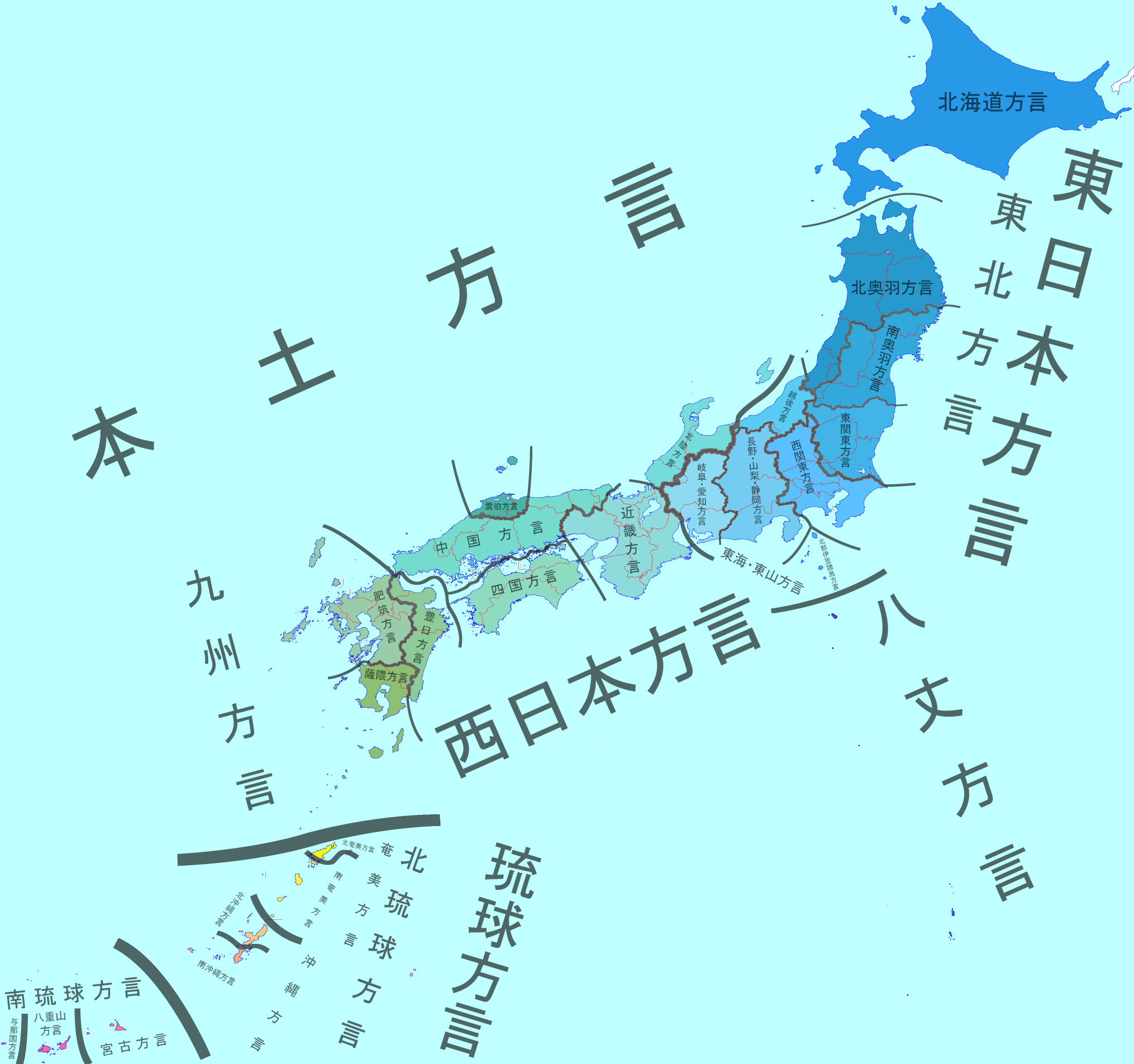
日语方言（裏面琉球方言指的是琉球語，本土方言指的是日语）

日語大致可分為东部方言、西部方言和九州方言、又可以进一步分为北海道方言、东北方言、关东方言、东海东山方言、八丈岛方言、北陆方言、近畿方言（關西腔）、中国方言、云伯方言、四国方言、丰日方言、肥筑方言和萨隅方言等。
琉球人使用的琉球語，和日语的关系密切，在发音、词汇、文法等方面保留了许多古代日语的特色，但它是另一种和日语有亲属关系的语言。而沖繩流行一種混合了琉球語口音和詞彙的日語方言，即沖繩日語。
日本全国通用的语音叫做標準語或共通语（きょうつうご）、它是以东京方言为基础的。
由于教育和大众传媒的推广，日本的共通语普及程度很高，即使说不好的人也能听懂。虽然方言听起来很亲切，但大多数的日本人在與别人进行事务性交往的时候，或在比较正式的场合中，都使用共通语。外国人学日語時都是学共通语（東京方言）的。方言一般局限于家人或同乡人之间的谈话中。电视、电影和小说裡也不时会用上方言来达到娱乐效果，或是使人物形象更为生动。

## 结构

### 书写
日语可以使用平假名、片假名或罗马字书写。有的词可以使用汉字书写，但是意义并不一定与汉语对应词相同。日语的片假名通常是用来书写外来语、又或是加強語氣時用的，有时也可作拟声词使用。
| 汉字 | 平假名 | 片假名 | 罗马字  | 中译 |
| ---- | ------ | ------ | ------- | ---- |
|      |        |        | watashi | 我   |

上例为日语中常見之自稱以几种不同的方法转写时的差别，中文意思相當於“我”。

### 句子的结构
由于词的語法功能是由助词（小品词）来决定的，所以日语的语序相当自由、只是谓语必须放在最后。

### 动词的时态
日语動詞的时态有“过去”、“现在/未來”兩种。
日语的時態、是通過动词词尾的假名变化来实现的。通常日语的动词由两部分构成：词幹和词尾。词幹一般是汉字；而组成词尾的假名叫做送假名。例如、是词幹、是词尾。有兩個特別的动词-和，词幹和词尾是不能分开的。
日语的动词都是以u音结尾的。按照时态变化的方式可以分为四类：五段动词（グループI，第一組動詞）、一段动词（グループII，第二組動詞）、行变格动词（只有一個）和行变格动词（「汉字词/外来词/拟声拟态词＋」）（行变格动词和行变格动词合稱，第3組動詞）。其中一段动词又可分为上一段动词和下一段动词。日语的动词除了兩種变格动词之外、时态变化都是规律的。

### 词语的活用
日语中、能活用的词称为用言。动词、形容词、形容动词都是用言。它们都有时态的变化。和时态变化相类似、它们也是通过词尾的送假名变化来达到词类的活用。几乎所有用言的活用都是规律的。

## 辭典
在古時，為了閱讀漢文典籍，因此編寫了大量的詞典。估計日本最早的詞典記錄，是天武11年（682年）的《新字》44卷（《日本書紀》），由於原書久佚，所以只知道書名是漢字，詞典的內容不明。
奈良時代寫的《楊氏漢語抄》和《辨色立成》兩本詞典，都只有佚文留下，不過是有訓讀的漢和詞典。現存最古老的辭典是空海編寫的《篆隸萬象名義》（9世紀），不過，是模仿中國南朝字書玉篇的部首排列的漢字詞典，沒有訓讀。10世紀初編寫的《新撰字鏡》是最古老而有傳本的漢和詞典，在部首排列漢字之後，用萬葉假名記下訓讀。
平安時代中期編寫的《和名類聚抄》，為根據意義分類的漢語附上萬葉假名，有強烈的漢和詞典百科詞典色彩。院政時代有集過去的漢和詞典大成的《類聚名義抄》出版。根據漢字的訓讀附上的聲調符號系統在院政時期大致確定。
鎌倉時代編寫的百科詞典《二中歷》，詩歌創作用的實用韻書《平他字類抄》，語源詞典《塵袋》和《名語記》。到了室町時代，讀寫開始普及至不同的階層，因此有漢詩韻書《聚分韻略》，漢和詞典《倭玉篇》，包含通俗語的日語詞典《下學集》及順序羅列日常語單詞的通俗百科詞典《節用集》等出版。安土桃山時代末期，根據耶穌會的基督教傳教士，有日語和葡萄牙語的詞典《日葡詞典》出版。
江戶時代，以室町時代的《節用集》作為基礎的多本詞典出版。主要有易林本《節用集》和《書言字考節用集》等。此外，還有包含帶滑稽趣味的和歌用語詞典《世話盡》，語源詞典《日本釋名》，俗語詞典《志布可起》及枕詞詞典《冠辭考》。日英英日詞典有1867年的「和英語林集成」初版。
進入明治時代，從1889年開始大槻文彥編輯的小型詞典《言海》出版。這是首部網羅「古典語·日常語」、「五十音圖的順序羅列標題」及「詞性·漢字記載·詞句解釋」的現代日語詞典。《言海》成為後來詞典的模範，後來也有增補版的《大言海》出版。
此後，廣泛地被使用的小型日語詞典，有金澤莊三郎編輯的《辭林》，新村出編輯的《辭苑》等。從第二次世界大戰中到戰後，金田一京助編輯《明解國語詞典》（和尚豪紀執筆），並由今天的《三省堂國語詞典》及《新明解國語詞典》承繼。
作為中型詞典，有第二次世界大戰前編寫的《大言海》和松井簡治·上田萬年編寫的《大日本國語詞典》，及在戰後新村編輯的《廣辭苑》。現在以林大編輯的《言泉》和松村明編輯的《大辭林》為首，再加上數種中型詞典。
今天，最大的日語詞典，是有約50萬字的《日本國語大詞典》。

## 外部影响
吳語在西元五至六世紀的南北朝時代對日語產生了很大的影響。吳音（呉音）是日本漢字音（音讀）的一種，一般認為這批漢字讀音在西元五至六世紀的南北朝時代從南朝直接或者經朝鮮半島（百濟）傳入日本，而南朝的大致統治區域便是如今中國的長江以南地區，國都和統治中心便在長三角地區，也就是吳地。由於吳音融入日語程度較深（常用於基本詞彙中），古代稱為「和音」。平安時代之後，由於推動漢音普及的一方對其的蔑稱態度。歸國的日本留學生以長安秦音為正統，称为「汉音」，因此稱其他地區特別是長江以南特別是江東地區的音為「吳音」。
吳音同現代吳語有很多相似性，如：日母在吳音與吳語白讀中皆為鼻音聲母n；吳音中匣母的脫落現象與吳語類似（如「和」，吳音ワ，上海音/ɦu/）。從日本吳音中可窥得南北朝時期古吳語音系之一斑。

### 部分譯文
1. ↑  下雨。书多。我是学生。
2. ↑  哥哥教弟弟算术。
3. ↑  认真地教算术。热心地教算术。
4. ↑  “认真地”、“热心地”
5. ↑  “弟弟”、“算术”
6. ↑  “认真地”、“热心地”
7. ↑  “我的书”、“走的路”（自动运行的步道，即电动步道）、“红色的发卡”、“大的眼睛”
8. ↑  “我的”、“走的”、“红色的”、“大的”
9. ↑  “累了，动不了。”、“想买，但没钱。”
10. ↑  “累了”、“想买，但”
11. ↑  “今天是个晴天。所以，去郊游吧。”、“你还年轻。明明如此，为什么心灰意冷呢？”
12. ↑  “所以”、“明明如此”
13. ↑  “好的，我知道了。”、“哥哥，要去哪里？”
14. ↑  “好的”、“哥哥”
15. ↑  “买橘子和苹果。”、“北海道的冬天又冷又难熬。”
16. ↑  “橘子和苹果”
17. ↑  “又冷又难熬。”
18. ↑  “书”
19. ↑  “图书馆”
20. ↑  “我读书。”
21. ↑  “明天镇子有祭典。”
22. ↑  “下雨了，带伞吧。”
23. ↑  “明天”、“镇子”、“下雨了”
24. ↑  “勇猛前行”、“白云”
25. ↑  “勇猛”、“白”
26. ↑  “前行”、“雲”
27. ↑  马跑。
28. ↑  哥哥任教。
29. ↑  哥哥在小学任教。
30. ↑  教授
31. ↑  哥哥教授弟弟算术。
32. ↑  來
33. ↑  做/幹